# بيتر كريستيان فروليش
بيتر كريستيان فروليش هو قانوني وسياسي نرويجي، ولد في 17 سبتمبر 1987 في برغن في النرويج. نشط حزبياً في حزب المحافظين. في الانتخابات البرلمانية النرويجية 2017، انتخب عضو برلمان النرويج ‏ عن دائرة دائرة هوردالان ‏ وقد انضم خلال فترته النيابية ‏ (1 أكتوبر 2017 – 30 سبتمبر 2021) للكتلة البرلمانية حزب المحافظين وفي الانتخابات البرلمانية النرويجية 2013، انتخب عضو برلمان النرويج ‏ عن دائرة دائرة هوردالان ‏ وقد انضم خلال فترته النيابية ‏ (1 أكتوبر 2013 – 30 سبتمبر 2017) للكتلة البرلمانية حزب المحافظين.